# Europapokal der Pokalsieger (Handball) 1996/97
Am EHF-Europapokal der Pokalsieger 1996/97 nahmen 34 Handball-Vereinsmannschaften teil, die sich in der vorangegangenen Saison in ihren Heimatländern im Pokalwettbewerb für den Wettbewerb qualifizieren konnten. Es war die 22. Austragung des Europapokal der Pokalsieger. Titelverteidiger war der deutsche Club TBV Lemgo. Die Pokalspiele begannen am 1. September 1996 und endeten mit dem zweiten Finalspiel am 19. April 1997. Im Finale konnte sich der spanische Verein Elgorriaga Bidasoa gegen den ungarischen Vertreter KC Veszprém durchsetzen.

## Modus
Der Wettbewerb startete mit zwei Spielen in einer Ausscheidungsrunde. Die Sieger zogen in das Sechzehntelfinale ein, in der weitere, höher eingestufte, Mannschaften einstiegen. Alle Runden inklusive des Finales wurden im K.-o.-System mit Hin- und Rückspiel durchgeführt. Der Gewinner des Finales war Europapokalsieger der Pokalsieger der Saison 1996/97.

## Ausscheidungsrunde
Die Hin- und Rückspiele fanden zwischen dem 1. September 1996 und dem 7. September 1996 statt.
|                | Gesamt |                      | Hinspiel | Rückspiel |
| -------------- | ------ | -------------------- | -------- | --------- |
| HC Port Burgas | 48:49  | Željezničar Sarajevo | 28:22    | 20:27     |
| SKAF Minsk     | 75:39  | Amirani Tbilisi      | 34:16    | 41:23     |

## Sechzehntelfinals
Die Hin- und Rückspiele fanden zwischen dem 11. Oktober 1996 und dem 20. Oktober 1996.
|                         | Gesamt  |                         | Hinspiel | Rückspiel |
| ----------------------- | ------- | ----------------------- | -------- | --------- |
| GAS Archelaos Katerinis | 41:58   | KC Veszprém             | 19:30    | 22:28     |
| UHC Stockerau           | 57:59   | US Ivry HB              | 29:25    | 28:34     |
| Lokomotiv Tscheljabinsk | 45:59   | TBV Lemgo               | 22:31    | 23:28     |
| TJ VSŽ Košice           | 39:43   | Skanderborg HK          | 19:17    | 20:26     |
| Mornar Bar              | 57:57 * | RK Mladost Bogdanci     | 41:28    | 16:29     |
| KA Akureyri             | 56:56 * | ZMC Amicitia Zürich     | 27:27    | 29:29     |
| IK Sävehof              | 41:47   | SC Magdeburg            | 19:25    | 22:22     |
| HV Aalsmeer             | 37:69   | Elgorriaga Bidasoa      | 20:33    | 17:36     |
| Ortigia Siracusa        | 61:42   | SKAF Minsk              | 35:26    | 26:16     |
| ZTR Saporischschja      | 47:49   | Wisła Płock             | 25:23    | 22:26     |
| HC Herstal              | 38:34   | Lusis Akademikas Kaunas | 20:16    | 18:18     |
| Dukla Prag              | 57:44   | Maccabi Raʿanana        | 31:27    | 26:17     |
| Fibrex Săvineşti        | 35:34   | Halkbank Ankara         | 19:16    | 16:18     |
| RK Moslavina Kutina     | 61:43   | Željezničar Sarajevo    | 30:21    | 31:22     |
| Viking Stavanger        | 64:47   | HC Dambis Riga          | 37:24    | 27:23     |
| Slovan Ljubljana        | 48:62   | FC Porto                | 29:27    | 19:35     |

## Achtelfinals
Die Hin- und Rückspiele fanden zwischen dem 9. November 1996 und dem 17. November 1996 statt.
|                     | Gesamt  |                     | Hinspiel | Rückspiel |
| ------------------- | ------- | ------------------- | -------- | --------- |
| SC Magdeburg        | 56:51   | FC Porto            | 30:26    | 26:25     |
| US Ivry HB          | 57:54   | RK Moslavina Kutina | 32:22    | 25:32     |
| RK Mladost Bogdanci | 55:49   | Fibrex Săvineşti    | 36:24    | 19:25     |
| Skanderborg HK      | 51:51 † | Wisła Płock         | 31:26    | 20:25     |
| KA Akureyri         | 49:43   | HC Herstal          | 26:20    | 23:23     |
| KC Veszprém         | 56:53   | Viking Stavanger    | 32:20    | 24:33     |
| TBV Lemgo           | 52:34   | Ortigia Siracusa    | 28:14    | 24:20     |
| Elgorriaga Bidasoa  | 56:45   | Dukla Prag          | 30:20    | 26:25     |

## Viertelfinals
Die Hin- und Rückspiele fanden zwischen dem 7. Februar 1997 und dem 16. Februar 1997 statt.
|              | Gesamt  |                     | Hinspiel | Rückspiel |
| ------------ | ------- | ------------------- | -------- | --------- |
| SC Magdeburg | 46:46 ‡ | TBV Lemgo           | 24:17    | 22:29     |
| US Ivry HB   | 70:45   | RK Mladost Bogdanci | 35:22    | 35:23     |
| Wisła Płock  | 35:44   | Elgorriaga Bidasoa  | 21:21    | 14:23     |
| KA Akureyri  | 54:65   | KC Veszprém         | 32:31    | 22:34     |

## Halbfinals
Die Hinspiele fanden am 15./16. März 1997 statt und die Rückspiele am 23. März 1997.
|              | Gesamt |                    | Hinspiel | Rückspiel |
| ------------ | ------ | ------------------ | -------- | --------- |
| US Ivry HB   | 50:60  | KC Veszprém        | 29:31    | 21:29     |
| SC Magdeburg | 44:46  | Elgorriaga Bidasoa | 26:23    | 18:23     |

## Finale
Das Hinspiel fand am 12. April 1997 in Irún statt und das Rückspiel am 19. April 1997 in Veszprém.
|                    | Gesamt |             | Hinspiel | Rückspiel |
| ------------------ | ------ | ----------- | -------- | --------- |
| Elgorriaga Bidasoa | 41:38  | KC Veszprém | 24:19    | 17:19     |